# 小行星9632
小行星9632（英語：9632 Sudo）是一颗围绕太阳公转的小行星。1993年10月15日，圓舘金、渡邊和郎在北见发现了此天体。
这颗小行星的绝对星等为261.61391等。